# Mei
Mei long („tvrdě spící drak“) byl velmi malý troodontidní masožravý dinosaurus, žijící v období spodní křídy (asi před 125 miliony let) na území provincie Liao-ning v severovýchodní Číně (souvrství Yixian, tzv. Jeholská biota).

## Okolnosti objevu
Jeho jméno je odvozeno ze skutečnosti, že tento teropod byl objeven v pozici spánku (stočený do klubka, jako kdyby si chránil tělesné teplo). Jeho poloha s hlavou zasunutou jakoby pod křídlem navíc svědčí o blízké příbuznosti těchto dinosaurů s ptáky. Jde tedy o další zajímavý důkaz svědčící pro teplokrevnost dinosaurů a zmiňovanou příbuznost mezi teropodními dinosaury a ptáky. Velmi pravděpodobně byl i tento dinosaurus za života opeřený (viz opeření dinosauři). Stejně jako mnozí jiní živočichové v této oblasti byl nejspíš i Mei zasypán sopečným prachem.

## Popis
Mei byl velmi malý opeřený dinosaurus, dosahující délky kolem 53 až 70 cm (nedospělý exemplář) a hmotnosti asi 0,4 kilogramu. Patří tak k vůbec nejmenším dnes známým neptačím dinosaurům. Je velmi pravděpodobné, že tento teropod byl endotermní ("teplokrevný"), podobně jako současní ptáci.

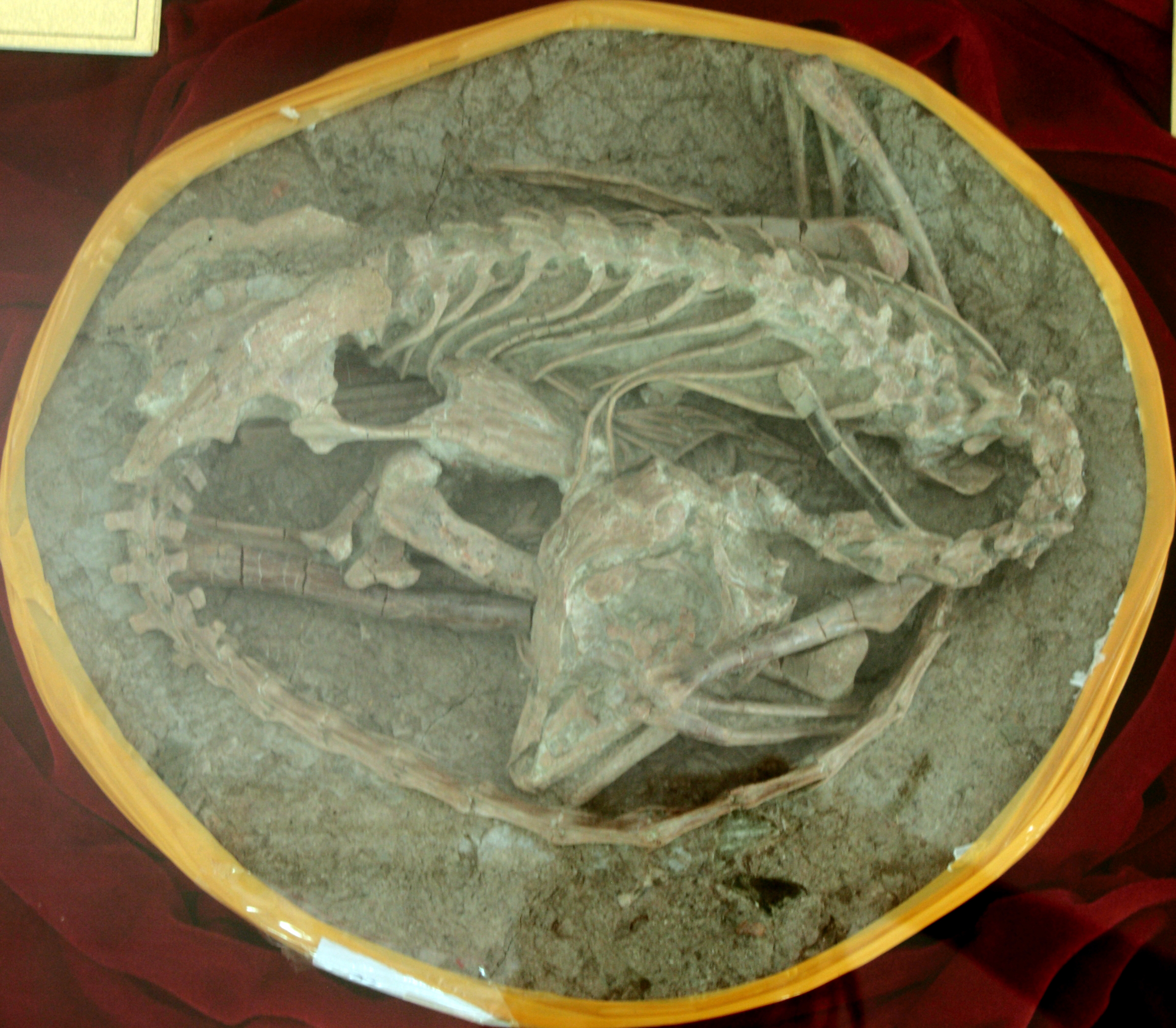
Mei long - fosilie

## Zajímavost
Mei byl dříve také "držitelem" nejkratšího rodového jména mezi všemi neptačími dinosaury, a to spolu s rodem Kol a Zby (ještě dříve to byly rody Minmi a později také Khaan, dnes je to Yi qi). Mei se objevil také v jednom díle populárního fiktivního dokumentu Prehistorický park. Zde byl však vyobrazen zcela nesprávně a také velikostí. Žil v období ztížených životních podmínek v podobě výrazného ochlazení klimatu. V době jeho existence bylo v oblasti východní Číny klima mírné, v zimě ale mrzlo a padal sníh. Teropodní dinosauři zde byli často opeření zřejmě i z důvodu adaptace na tyto těžké podmínky.

### Česká literatura
- SOCHA, Vladimír (2021). Dinosauři – rekordy a zajímavosti. Nakladatelství Kazda, str. 51.